# تریستان مویومبا
تریستان مویومبا (انگلیسی: Tristan Muyumba؛ زادهٔ ۷ مارس ۱۹۹۷) بازیکن فوتبال اهل فرانسه است که در پست هافبک بازی می‌کند.
از باشگاه‌هایی که در آن بازی کرده‌است می‌توان به باشگاه فوتبال سرکل بروژ و باشگاه فوتبال گنگام اشاره کرد.
وی همچنین در تیم ملی فوتبال زیر ۱۷ سال فرانسه بازی کرده‌است.